# KVK Avelgem
KVK Avelgem is een voetbalclub uit Avelgem die speelt in 2de provinciale.
De club is opgericht in 1995 en heeft stamnummer 1869.

## Resultaten
| Seizoen | Klasse | Klasse | Klasse | Klasse | Klasse | Klasse | Klasse | Klasse | Klasse | Reeks                                                    | Punten                                                   | Opmerkingen                                              |
|         | 1A     | 1B     | 1Am    | 2Am    | 3Am    | P.I    | P.II   | P.III  | P.IV   | Vanaf 2016-17 zijn er 3 nationale en 2 regionale niveaus | Vanaf 2016-17 zijn er 3 nationale en 2 regionale niveaus | Vanaf 2016-17 zijn er 3 nationale en 2 regionale niveaus |
| ------- | ------ | ------ | ------ | ------ | ------ | ------ | ------ | ------ | ------ | -------------------------------------------------------- | -------------------------------------------------------- | -------------------------------------------------------- |
| 2016/17 |        |        |        |        |        |        | 16     |        |        | Tweede prov. W-Vl B                                      | 7                                                        | Degradatie                                               |
| 2017/18 |        |        |        |        |        |        |        | 6      |        | Derde prov. W-Vl C                                       | 54                                                       |                                                          |
| 2018/19 |        |        |        |        |        |        |        | 1      |        | Derde prov. W-Vl C                                       | 70                                                       |                                                          |
| 2019/20 |        |        |        |        |        |        | 10     |        |        | Tweede prov. W-Vl B                                      | 34                                                       |                                                          |
| 2020/21 |        |        |        |        |        |        | -      |        |        | Tweede prov. W-Vl B                                      | -                                                        | Competitie geschrapt wegens Covid-19                     |
| 2021/22 |        |        |        |        |        |        | 9      |        |        | Tweede prov. W-Vl B                                      | 44                                                       |                                                          |
| 2022/23 |        |        |        |        |        |        | 6      |        |        | Tweede prov. W-Vl A                                      | 49                                                       |                                                          |
| 2023/24 |        |        |        |        |        |        | 7      |        |        | Tweede prov. W-Vl B                                      | 43                                                       |                                                          |
| 2024/25 |        |        |        |        |        |        | 7      |        |        | Tweede prov. W.-Vl B                                     | 51                                                       |                                                          |
| 2025/26 |        |        |        |        |        |        |        |        |        | Tweede prov. W.-Vl B                                     |                                                          |                                                          |